# Simone Morgado
Simone Maria Morgado Ferreira (Belém, 6 de abril de 1967) é uma economista e política brasileira, filiada ao Movimento Democrático Brasileiro (MDB) e ex-deputada federal pelo Pará (2015-2019). Foi vereadora de Bragança (2005–2007) e deputada estadual do Pará (2007–2015).
É formada em economia pelo Centro de Estudos Superiores do Estado do Pará - CESEP (1982-1987).
Enquanto deputada federal, apoiou Dilma Rousseff. Em 17 de abril de 2016, votou contra  admissibilidade do processo de impeachment da presidente Dilma. Já durante o Governo Michel Temer, votou a favor da PEC do Teto dos Gastos Públicos. Em abril de 2017 foi contrária à Reforma Trabalhista.

## Votações contra a investigação de Michel Temer
Em agosto de 2017 votou contra o processo em que se pedia abertura de investigação do presidente Michel Temer, ajudando a arquivar a denúncia do Ministério Público Federal.
Na sessão do dia 25 de outubro de 2017, mais uma vez, votou contra o prosseguimento da investigação do então presidente Michel Temer, acusado pelos crimes de obstrução de Justiça e organização criminosa. O resultado da votação livrou Michel Temer de uma investigação por parte do Supremo Tribunal Federal (STF). 